# Odderade
Odderade er en by og kommune i det nordlige Tyskland, beliggende i Amt Mitteldithmarschen i den centrale del af Kreis Dithmarschen. Kreis Dithmarschen ligger i den sydvestlige del af delstaten Slesvig-Holsten.

## Geografi
Odderade er beliggende mellem Nordhastedt og Sarzbüttel. Nærmeste by er Meldorf. En stor del af skoven Riesewohld, der er det største skovområde i Dithmarschen, ligger i kommunen.

### Nabokommuner
Nabokommuner er (med uret fra nord) kommunerne Nordhastedt, Arkebek, Tensbüttel-Röst og Sarzbüttel (alle i Kreis Dithmarschen).